# Mycoleptodonoides pusilla
Mycoleptodonoides pusilla är en svampart som först beskrevs av Felix de Silva Avellar Brotero, och fick sitt nu gällande namn av K.A. Harrison 1973. Mycoleptodonoides pusilla ingår i släktet Mycoleptodonoides och familjen Meruliaceae.   Inga underarter finns listade i Catalogue of Life.